# Cyclops clandestinus
Cyclops clandestinus is een eenoogkreeftjessoort uit de familie van de Cyclopidae. De wetenschappelijke naam van de soort is voor het eerst geldig gepubliceerd in 1926 door Kiefer.